# Muhammad Fadhil Mohd Zonis
Muhammad Fadhil Mohd Zonis (né le 3 décembre 1997 à Kuala Selangor) est un coureur cycliste malaisien, spécialiste des épreuves de sprint sur piste.

## Biographie
Muhammad Fadhil Mohd Zonis décroche en 2014 la médaille de bronze du kilomètre aux mondiaux sur piste juniors (moins de 19 ans).
En 2018, il devient champion national du kilomètre. Avec Azizulhasni Awang et Muhammad Sahrom, il remporte la médaille d'argent sur la vitesse par équipes aux Jeux asiatiques de la même année. En 2019, le trio termine troisième aux championnats d'Asie. En 2020, il remporte sa première médaille individuelle internationale avec une médaille d'argent sur le kilomètre aux championnats d'Asie.
Aux mondiaux sur piste 2020 à Berlin, il termine huitième du kilomètre et améliore le record national vieux de onze ans en réalisant 1 minute 0,305 secondes en qualifications. 

## Palmarès

### Championnats du monde
| Édition / Épreuve    | Kilomètre | Vitesse individuelle | Vitesse par équipes |
| Séoul 2014 (juniors) | Bronze    |                      |                     |
| Pruszków 2019        |           | 34e                  | 15e                 |
| Berlin 2020          | 8e        | 33e                  |                     |

### Coupe des nations
- 2021
  - 1er du keirin à Hong Kong
  - 2e du kilomètre à Hong Kong

### Championnats d'Asie
- Jakarta 2019
  -  Médaillé de bronze de la vitesse par équipes
- Jincheon 2020
  -  Médaillé d'argent du kilomètre
- New Delhi 2022
  -  Médaillé d'argent du kilomètre
  -  Médaillé d'argent de la vitesse par équipes
- Nilai 2023
  -  Champion d'Asie du kilomètre
  -  Médaillé de bronze de la vitesse par équipes
- New Delhi 2024
  -  Médaillé d'argent de la vitesse par équipes
- Nilai 2025
  -  Médaillé de bronze de la vitesse par équipes

### Jeux asiatiques
- Jakarta 2018
  -  Médaillé d'argent de la vitesse par équipes
- Hangzhou 2022
  -  Médaillé de bronze de la vitesse par équipes

### Championnats nationaux
- Champion de Malaisie du kilomètre : 2018